# Чжунфэн Минбэнь

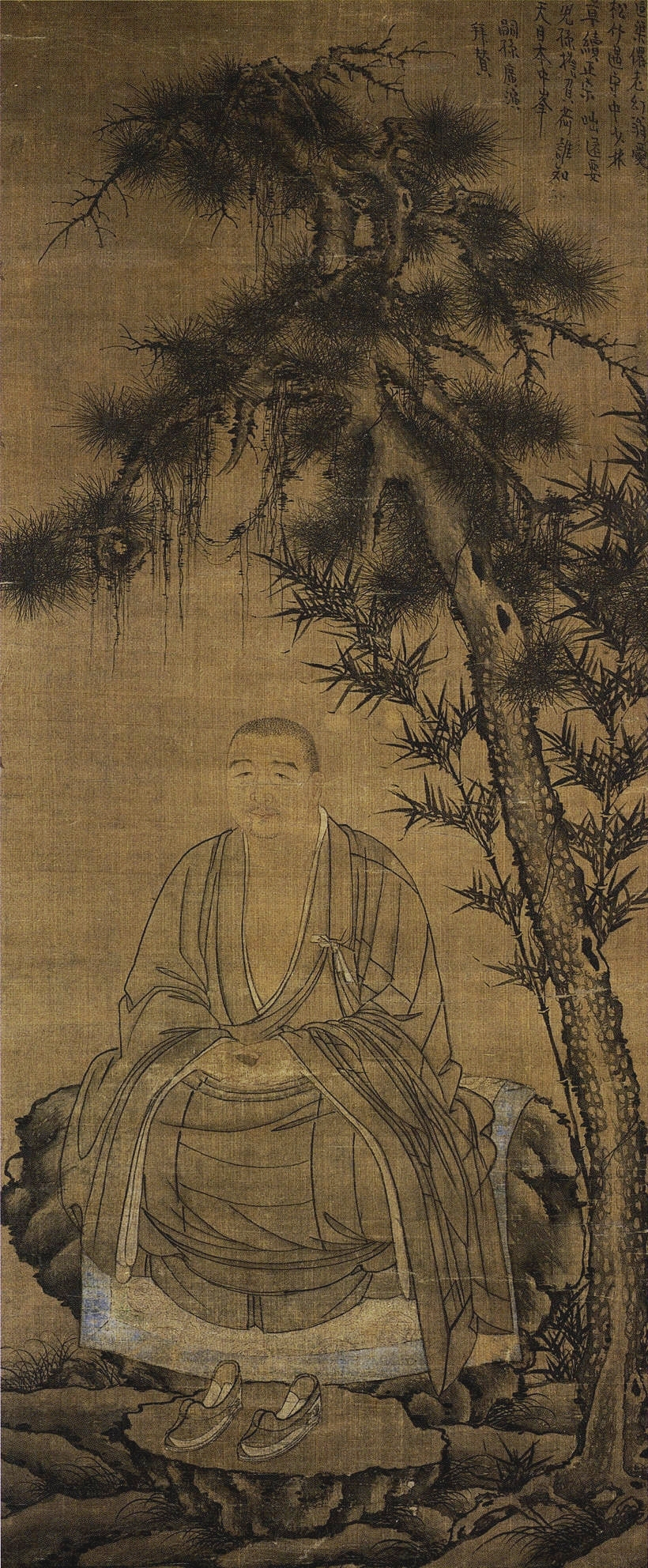
Чжунфэн Минбэнь. Портрет из собрания Сококудзи, Киото. XIV век.

Чжунфэн Минбэнь (кит. упр. 中峰明本, пиньинь Zhōngfēng Míngběn; по-японски: Chûhô Myôhon; 1263—14 августа 1323)
Выдающийся мастер чань-буддизма линии Линьцзи. Его учителем был Гаофэн Юаньмяо (1239-1295).
Был младшим из 7 детей семьи Сунь. По легенде накануне его рождения его матери приснился Умэнь Хуэйкай (1183-1260), пришедший к ним в дом с фонарём, что символизирует собой передачу дхармы. В 7 лет пошёл в школу, где получил конфуцианское образование. В 9 лет лишился матери. С 15 лет твёрдо намерен стать монахом, но отец не даёт согласия. В доказательство серьёзности своей веры Чжунфэн сжигает мизинец левой руки, очевидно, под влиянием 23-й главы Лотосовой сутры:
Если есть какой-нибудь человек, который, пробудив  мысли, 
пожелал обрести ануттара-самьяк-самбодхи, способен сжечь 
палец руки или палец ноги и сделать этим подношение ступе 
будды, то он превосходит тех, кто делает подношения царствами, 
городами, жёнами, а также горами и лесами в трёх тысячах великих
тысячных миров, реками и прудами, редкостными драгоценностями.
(перевод А.Н. Игнатовича)